# Partyzanci (rzeźba)
Partyzanci (ang. The Partisans), in. Partyzanci – I – rzeźba plenerowa z 1983 poświęcona polskim partyzantom antykomunistycznym, położona w Bostonie w stanie Massachusetts w Stanach Zjednoczonych. Jej autorem był Andrzej Pityński – rzeźbiarz mieszkający i pracujący w Stanach Zjednoczonych.

## Historia
Inspiracją twórcy były zapamiętane sceny spotkania z partyzantami antykomunistycznymi z grudnia 1959. Jako 12-letni chłopak wraz z ojcem Aleksandrem odwiedził żołnierzy, wśród nich krewnego Michała Krupę i dostarczył im zaopatrzenie. Widok poruszających się konno partyzantów w klimacie zimy nad rzeką Tanwią stanowił obraz dla rzeźbiarza przedstawiony na pomniku. Monument powstawał od 1979 do 1983. Został odsłonięty w 1983. Ten dzień został nazwany przez władze miasta (burmistrza i senat Bostonu) Dniem Partyzantów. Powstanie rzeźby sfinansowała Sculpture Foundation. Odlania w aluminium dokonano w Johnson Atelier (Techniczny Instytut Rzeźby w Princeton).
Monument był pierwszym na świecie pomnikiem Żołnierzy Niezłomnych. Został zadedykowany konkretnie jego krewnemu Michałowi Krupie, dowódcom oddziałów Franciszkowi Przysiężniakowi ps. „Ojciec Jan” i Józefowi Zadzierskiemu ps. „Wołyniak”, ich podkomendnym w ramach Narodowej Organizacji Wojskowej i Narodowego Zjednoczenia Wojskowego oraz wszystkim innym partyzantom antykomunistycznym. W znaczeniu szerokim autor poświęcił pomnik „wojownikom o wolność na całym świecie”.
Pierwotnie pomnik miał istnieć sześć miesięcy w miejscu odsłonięcia na rogu ulic Beacon i Charles na Boston Common, zaś pozostał tam przez okres 23 lat. 18 stycznia 2006 burmistrz Bostonu Thomas M. Menino postanowił o przeniesieniu monumentu. 6 września 2006 znalazł się w nowej lokalizacji, przy stacji World Trade Center Station na trasie MBTA’s Silver-Line.
Inny pomnik „Partyzanci” autorstwa Pityńskiego stanął w Hamilton.

## Opis pomnika
Pomnik ma 7 metrów wysokości, 10 metrów długości i 4 metry szerokości. Przedstawia pięciu uzbrojonych jeźdźców na koniach w marszu. Ich pozy przedstawiają zmęczenie i wycieńczenie tułaczką i walkami (uwypuklone w spuszczonych głowach postaci). Odwzorowani zostali kolejno od strony lewej: Aleksander Pityński ps. „Kula” (ojciec autora), Adam Kusz ps. „Garbaty” (drugi dowódca oddziału), Stanisław Pelczar ps. „Majka”, Michał Krupa ps. „Pułkownik” (wuj autora), Józef Zadzierski ps. „Wołyniak” (pierwszy dowódca).